# George Nolfi
George Nolfi, né le 10 juin 1968, est un scénariste, réalisateur et producteur de cinéma américain.

## Biographie
Nolfi est né à Boston dans le Massachusetts. Il est à la James Hart Junior High School de Homewood dans l'Illinois, puis à la Homewood-Flossmoor Hight School à Flossmoor, dans la banlieue sud de Chicago. Il est diplômé de l'université de Princeton avec un baccalauréat en politique publique et a reçu une bourse Marshall de l'université d'Oxford. Il fait aussi des études en philosophie et a ensuite bifurqué vers le doctorat en sciences politiques de l'UCLA.

## Filmographie

### Comme réalisateur
- 2011 : L'Agence (aussi scénariste et producteur)
- 2016 : La Naissance du Dragon (Birth of the Dragon)
- 2019 : The Banker
- 2024 : Elevation[1]

### Comme producteur
- 2006 : The Sentinel

### Comme scénariste
- 2003 : Prisonniers du temps (avec Jeff Maguire)
- 2004 : Ocean's Twelve
- 2007 : La Vengeance dans la peau (avec Tony Gilroy et Scott Z. Burns)
- 2016 : Spectral (avec Ian Fried et John Gatins)